# Empoasca olivatula
Empoasca olivatula är en insektsart som beskrevs av Henry Fairfield Osborn 1928. Empoasca olivatula ingår i släktet Empoasca och familjen dvärgstritar. Inga underarter finns listade i Catalogue of Life.